# 静岡大空襲

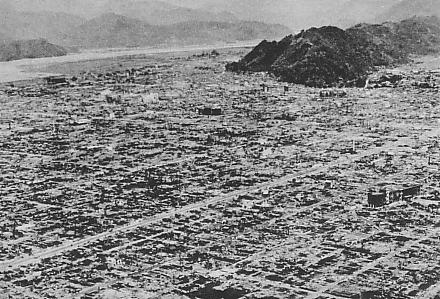
空襲後の静岡

静岡大空襲（しずおかだいくうしゅう）は、第二次世界大戦末期の1945年（昭和20年）6月19日深夜から20日未明にかけて、アメリカ軍のB-29爆撃機137機により旧静岡市（現在の静岡市葵区・駿河区）の市街地が受けた空襲である。
マリアナ諸島から飛び発ったアメリカ軍第314航空団のB-29大型戦略爆撃機137機は伊豆半島波勝崎付近から本土上空に侵入、伊豆半島上空を北上し、富士山手前上空で旋回し静岡市上空に向かうが、一旦静岡市街上空を通過し、御前崎上空から再び静岡市街上空へと向かった。3時間余りの爆撃で投下された焼夷弾は13,211発、被害は死者1,952名余、負傷者5,000名余、焼失戸数30.000余戸に上った。
この静岡大空襲を含め、旧静岡市は1944年（昭和19年）暮れから終戦迄に合計26回の空襲を受けている。

## 経緯

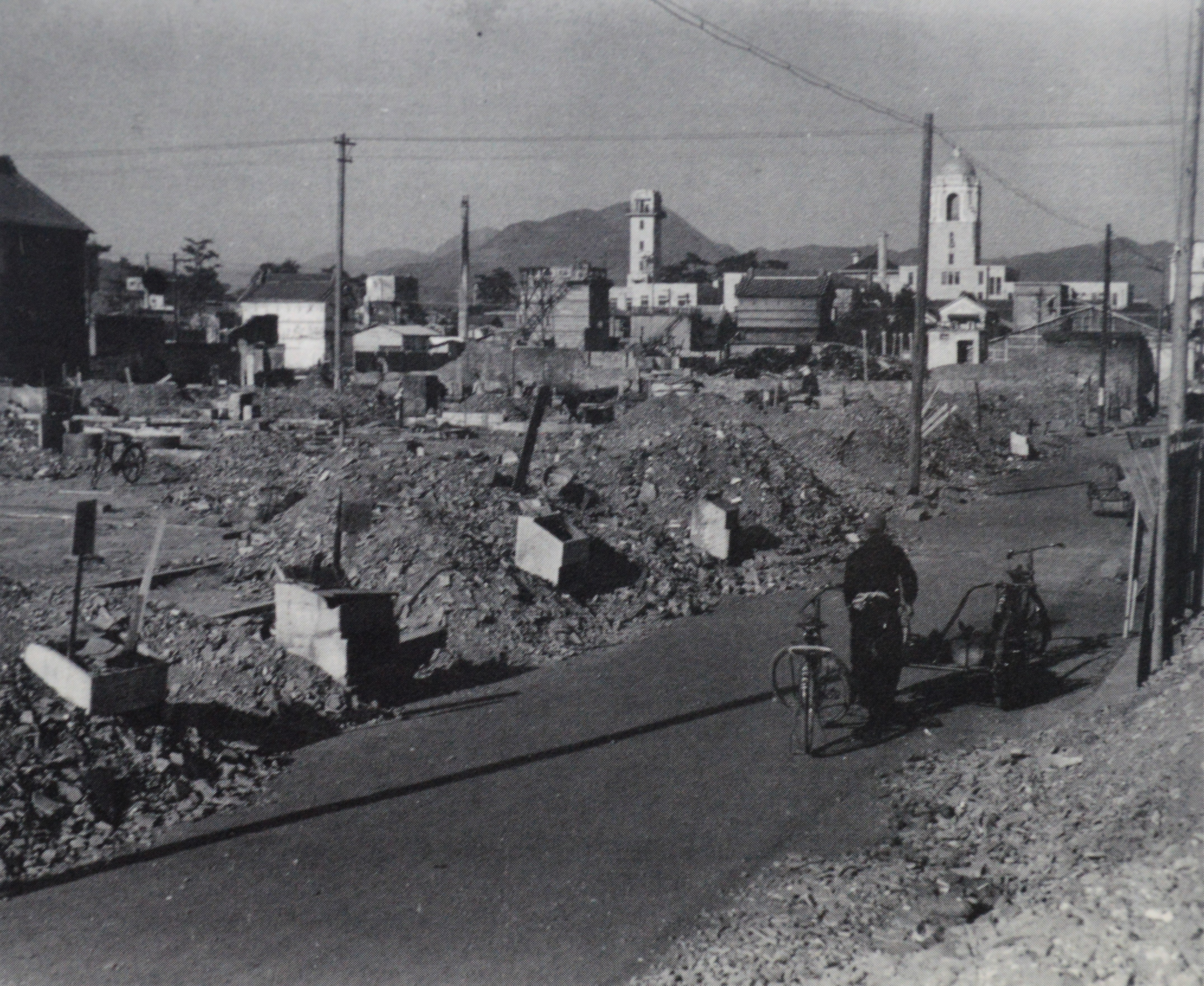
空襲後の静岡県静岡市七間町付近

兵器等製造事業特別助成法（昭和17年（1942年）2月13日法律第8号）に基づき、「住友金属工業プロペラ工場」（高松地区）及び「三菱重工業静岡発動機製作所」（小鹿地区）の二つの官設民営軍用機関連工場の建設が進められた。この建設工事中に弥生時代の登呂遺跡が発見され、伊東忠太達により、短期間の緊急発掘調査が行われたものの、十分な調査を経ずに工事が再開され、翌昭和18年（1943年）には生産が開始された。
昭和20年（1945年）3月に東京大空襲（10日）、名古屋大空襲（12日）、大阪大空襲（13日）、神戸大空襲（17日）と日本の大都市を破壊したアメリカ軍は、その後、地方主要都市に目標を移した。アメリカ軍資料によると選定は昭和15年（1940年）国勢調査の人口に基づくものであり、静岡市は15番目であった。同年4月7日の空襲により、住友金属及び三菱重工の両軍需工場は機能を停止していた。
空襲時、西伊豆一帯や沼津市、富士市辺りからは駿河湾越しに静岡市街が真っ赤に燃えているのが解ったと云う。
また、山を挟んだ榛原地域などからも静岡市街上空が真っ赤になっているのが見えたと云う。
空襲の後、丸焼けになった静岡市街に米軍機が飛んできて、「早く降伏すれば贅沢ができる」の文字と、御馳走の写真が刷られたビラ（伝単）をばら撒いた。
B-29爆撃機は、富士山を目標に本土へ飛来してくるので、静岡県特に駿河湾沿岸域は、警戒警報や空襲警報がひっきりなしに鳴ったという。また、空襲以外にも駿河湾に進入した米軍艦の艦載機グラマンが、数機編隊で次々と駿河湾沿岸地域へ飛来し、機銃掃射や波状攻撃を行った。工場や港は勿論、農作業中の人達なども狙われ、生産活動は停止。多くの市民が犠牲になったにもかかわらず、軍の命令で被害情報は全て秘密とされた。

## その他

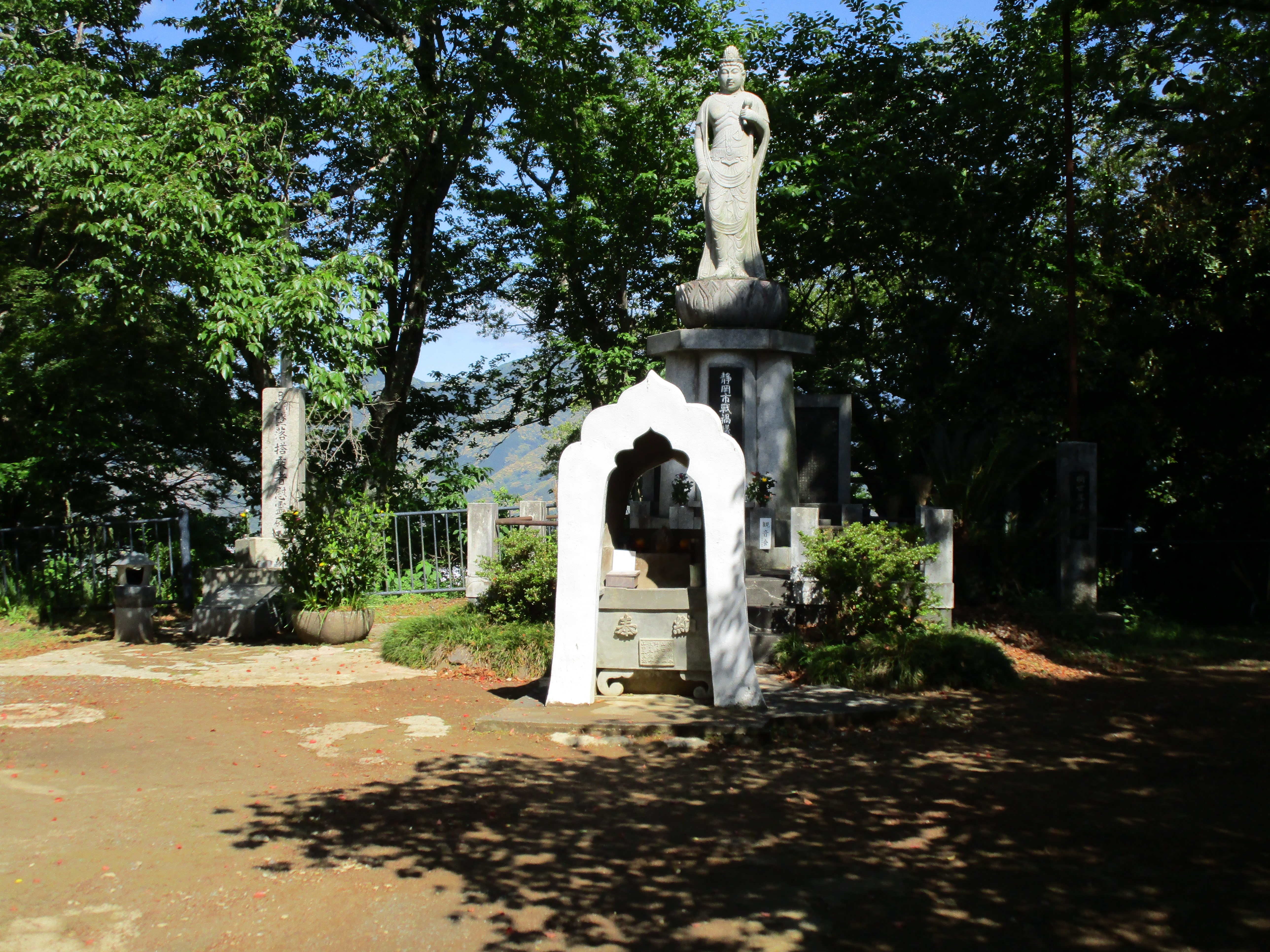
賎機山にある静岡市戰禍犠牲者慰靈塔。隣はB29の搭乗者の慰霊碑。

駿府城公園の『とこしえ』。静岡大空襲など戦争犠牲者を追悼する

- 静岡赤十字病院（追手町8番）の周囲も火の海となり、病院前の街路樹もすべて焼け焦げてしまったが、ただ1本のクスノキが3年後に奇跡的に葉を付けてよみがえり、今も空襲を見届けた生き証人として青葉を繁らせている。
- 毎年6月19日前後の週末、賤機山山頂において慰霊祭が行われている。この際、亡くなった静岡市民の霊を慰めるだけでなく墜落したB‐29搭乗員の慰霊も併せて行われ、日米関係者が出席する合同慰霊祭となっている[8]。
- 静岡市で毎年開催されている安倍川花火大会は戦没者の慰霊と鎮魂を祈って始まった。

## 静岡大空襲に関連する作品
- 雑誌『富士山』 - さくらももこのムック本。第3号に、彼女の母親が幼少期に静岡大空襲の被害に遭ったこと、間一髪で爆風被害を免れたことなどが記されている[9]。
- オペラ『ある水筒の物語』- 高木達・台本。伊藤康英・作曲。2019年5月31日に初演された。静岡大空襲によって命を落とした静岡市民と米兵を慰霊する物語である。